# Pelle Törnberg
Ej att förväxla med Pelle Thörnberg, före detta programledaren för Lilla Aktuellt.
Pelle Törnberg, född 1956 i Uppsala och uppvuxen i Enköping, är en svensk journalist och f.d. VD och koncernchef för Metro International, som ger ut tidningen Metro.
Pelle Törnberg började som journalist, bland annat på Sveriges Television och Sveriges Radio Stockholm. Han startade Strix Television inom Kinnevik-gruppen 1987. Blev ansvarig för MTG 1993 och för Metro år 2000.